# Милош Жуњић
Милош Жуњић (Ваљево, 16. април 1907 — Глогоњ, 6. април 1941) био је српски и југословенски војни пилот који је са чином капетана I класе предводио 102. ескадрилу, 1. ваздухопловне ловачке бригаде стациониране у Земуну, која је бранила Београд у Априлском рату. 
Када је 6. априла око 7 сати ујутру оглашена ваздушна опасност он је издао наредбу:„За мном! Пали и полећи по патролама“ и полетео са својим људима. Он је током ваздушних борби успео да обори један немачки бомбардер Хајнкел 111, али је његов авион тешко оштећен у сукобима са месершмитима (-Me 109F-) због чега је био приморан да падобраном искочи из авиона. Иако према неписаном пилотском кодексу пилот који искочи из авиона престаје да буде мета, пилоти немачког Луфтвафеа су митраљезима усмртили Жуњића док се падобраном спуштао на земљу. Према другој верзији пак, Милоша су усмртила двојица рибара на Тамишу код Панчева, где је Милош рањен пао. Ова двојица обзиром симпатизери нациста (према овом извору, касније су били фолксдојчери), пришли су чамцем Милошу који се рањен борио да се испетља из падобранских гуртни и да дође до ваздуха, и усмртили га ударањем веслима.
Пилотску школу је завршио 1935. године, ловачку школу 1937. године и ваздухопловну школу гађања 1938. године. Поред тога што је односио победе на ваздухопловним утакмицама за пехар за Његовог Величанства Краља, Милош је писао и стручне књиге, а често су му излазили чланци у листу "Политика" где је писао о научним достигнућима у ваздухопловству. Био је и "путујући" наставник летења од аеродрома до аеродрома.
Када су Италијани у јесен 1940. године бомбардовали Битољ, пет месеци је са својом ескадрилом обезбеђивао Јадранску обалу из базе у Мостару, одакле је свакодневно ишао по један пар из ескадриле у Подгорицу у патролирање и заседу.
Дана 5. априла 1941. године, иако је био дежурни пилот одсео је на кратко у кафани "Руска лира" (данашња Зора) а након тога се јавио у команду аеродрома у зору 6. априла. По објављеном нападу Луфтвафеа сео је у свој Рогожарски ИК-3 и полетео да брани Београдско небо од надолазеће инвазије и бомбардовања. Погођен је од стране непријатељских Месершмита и успео је да се катапултира из запаљеног авиона. Спуштајући се падобраном пилоти Луфтвафеа су пуцали у њега и убили га. Његово тело са падобраном је пало у реку Тамиш у рејону села Глогоњ. Био је сахрањен тајно од стране мештана села а касније су његови посмртни остаци пренети у породичну гробницу.
По Жуњићу носи име и једна улица у Београду.